# Daniel Zahno
Daniel Zahno (Bâle, 18 novembre 1963) est un écrivain suisse.
Il étudia les philologies anglaise et germanique à l'Université de Bâle.
Il a reçu des prix littéraires comme le Würth-Literaturpreis en 1996.

## Œuvre
- Doktor Turban, 1996
- Im Hundumdrehen,2006
- Die Geliebte des Gelatiere, 2009
- Rot wie die Nacht, 2010
- Alle lieben Alexia, 2011
- Manhattan Rose, 2013
- Wanderverführer, 2015